# Orbigny-au-Val
Orbigny-au-Val är en kommun i departementet Haute-Marne i regionen Grand Est (tidigare regionen Champagne-Ardenne) i nordöstra Frankrike. Kommunen ligger i kantonen Neuilly-l'Évêque som tillhör arrondissementet Langres. År 2022 hade Orbigny-au-Val 96 invånare.

## Befolkningsutveckling
Antalet invånare i kommunen Orbigny-au-Val
| Referens: INSEE |